# Kapten Bölja (musikgrupp)
Kapten Bölja är en svensk folkmusikgrupp hemmahörande i Hälsingland.
Kapten Bölja består av Johanna Bölja Hertzberg på sång, Ola Hertzberg på altnyckelharpa, kromatisk nyckelharpa, moraharpa och tramporgel samt Tomas "Limpan" Lindberg på tolv- och sexsträngad gitarr, bouzouki, mandola och cittra. Bandet utgav sitt debutalbum "Kapten Bölja" 2007 på skivbolaget Dimma i Uppsala.